# Amerongse Berg
De Amerongse Berg is een heuvel in de gemeente Utrechtse Heuvelrug in de Nederlandse provincie Utrecht en is met een hoogte van 69,2 meter boven NAP het hoogste punt van de provincie. De heuvel ligt ten noordoosten van Amerongen in het Amerongsche Bosch, een van de oudste bossen op de Utrechtse Heuvelrug. De meeste bossen op de heuvelrug zijn niet ouder dan een eeuw, maar in het Amerongsche Bosch dateren sommige grove dennen uit 1770. Het bos werd aangelegd als jachtgebied voor de kasteelheren van het in de Amerongse Bovenpolder gelegen kasteel Amerongen.
De heuvel maakt deel uit van de stuwwal Utrechtse Heuvelrug. In het noordwesten liggen de Hazenberg, de Vlakke Berg en de Zuilensteinse Berg en in het zuidoosten liggen de Galgenberg en de Elsterberg.
Door zijn hoogte en steilheid is de Amerongse Berg geliefd onder sportfietsers. De noordkant is met afstand de zwaarste beklimming van de Heuvelrug, de zuidkant is minder zwaar maar nog steeds zwaarder dan de Grebbeberg. Het Paardenveld in Rhenen, de tweede zwaarste helling van de Heuvelrug, is nog wel steiler dan beide kanten van de Amerongse Berg. De Amerongse Berg was opgenomen als berg van de 4e categorie in de 1e etappe van de Ronde van Spanje (Vuelta) van 2022.
Zo'n 400 meter ten zuidoosten van de top bevindt zich een tweede iets minder hoge top waarop een solitaire eik staat met bankjes er rondom heen. Hier ligt het middelpunt van een sterrenbos. Op de noordhelling van de Amerongse Berg bevindt zich een leemkuil. In de eerste helft van de 20e eeuw stond aan de Veenseweg de Waterloo-kolom, een herdenkingszuil. Na een periode van ernstig verval is deze in 1963 heropgericht en aan de gemeente overgedragen.

## Sport
Op zaterdag 20 augustus 2022 liep de route van de tweede etappe (van 's-Hertogenbosch naar Utrecht) van de Ronde van Spanje 2022 over de Amerongse Berg. Op de top van de Amerongse Berg waren bergpunten te behalen voor een vierde categorie klim. De Nederlander Julius van den Berg passeerde als eerste de top en veroverde daardoor de eerste bergtrui van deze editie van de Ronde van Spanje.
Hoewel de organisatie van de Ronde van Spanje consequent spreekt over de Amerongse Berg, loopt het parcours via de Bergweg ten noorden van Amerongen feitelijk niet over de Amerongse Berg, maar over de Vlakke Berg (65,7 meter hoog). De route passeert de 3,5 meter hogere Amerongse Berg ten westen.

## Fotogalerij

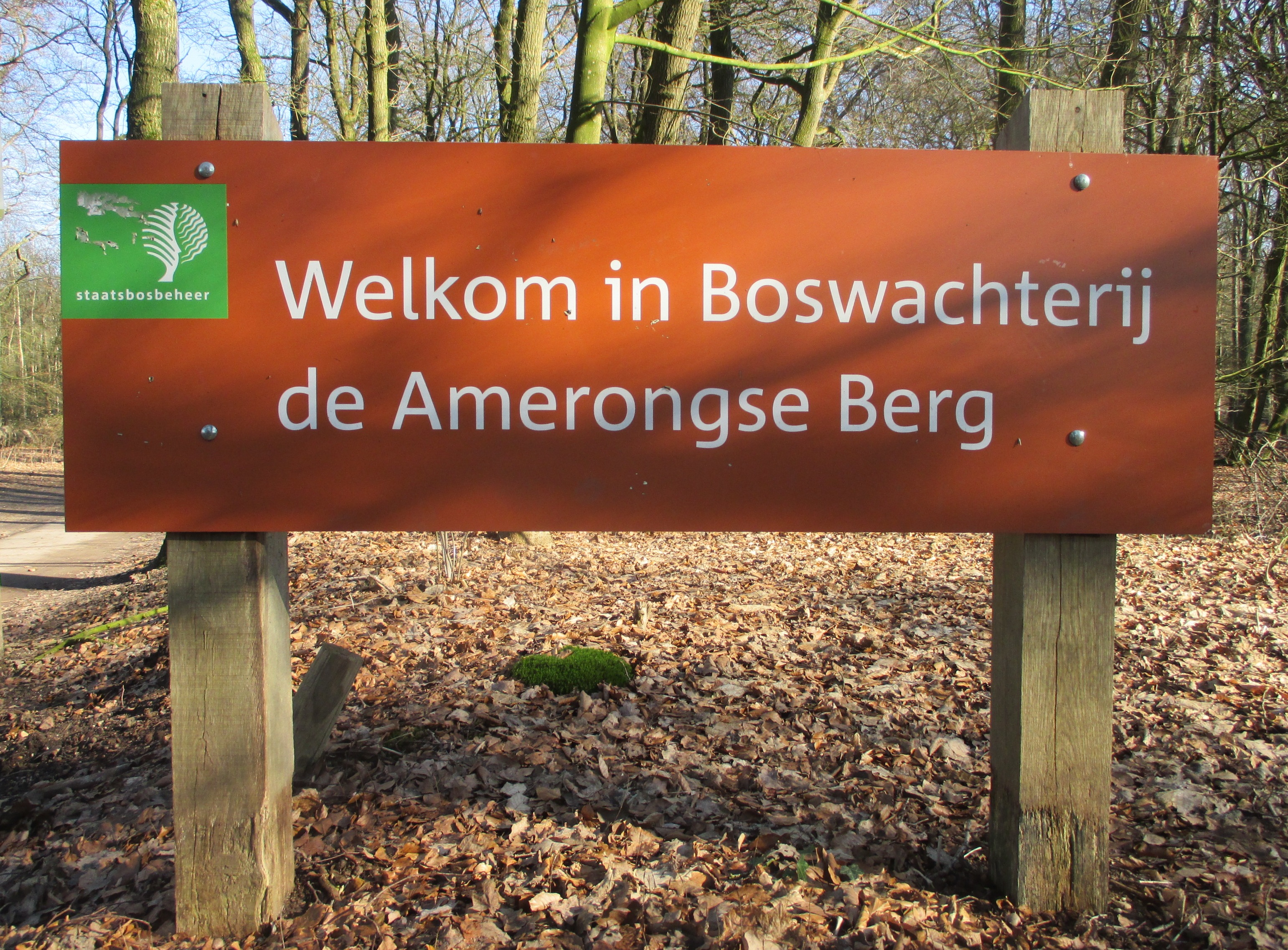
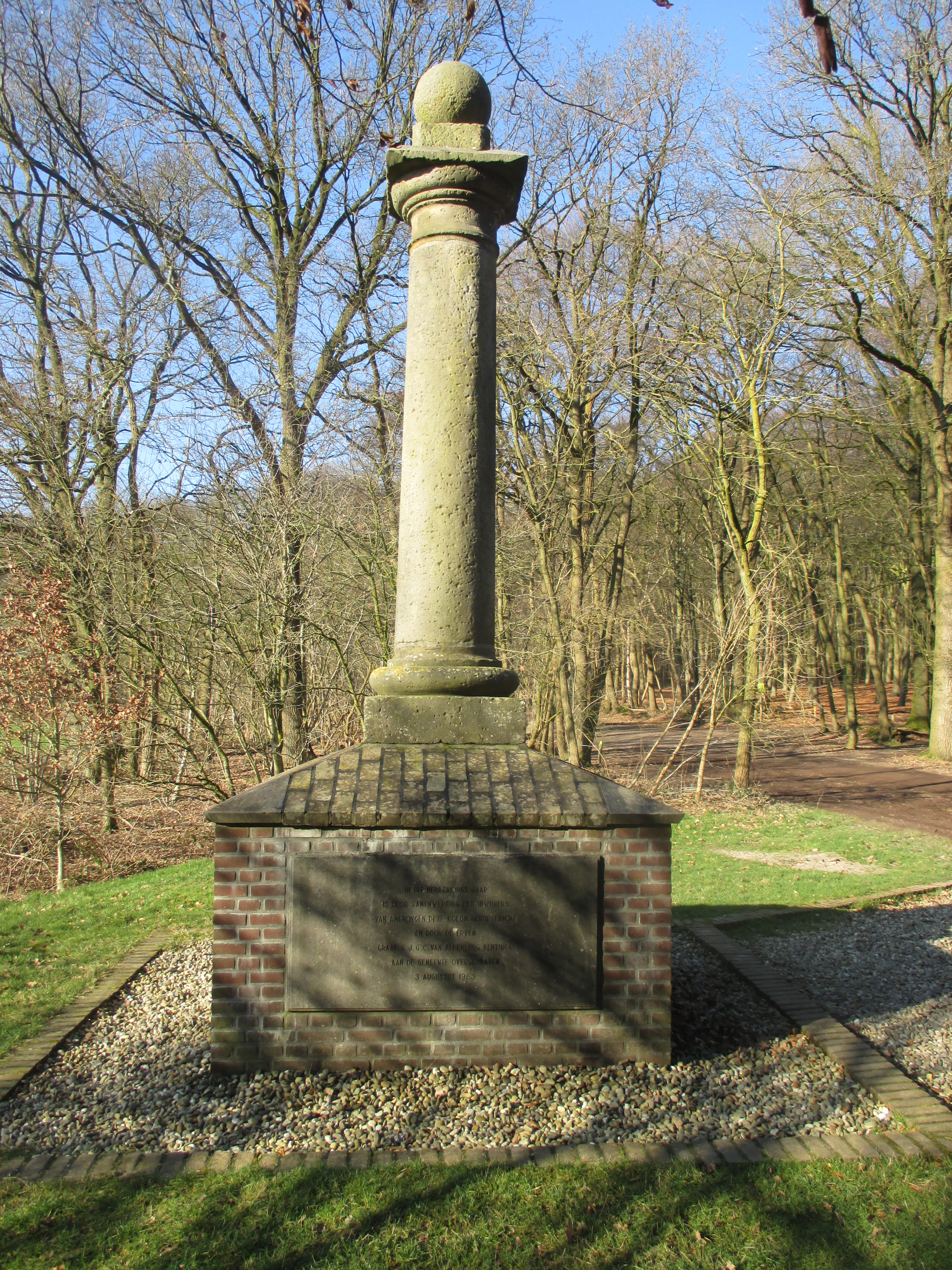
Waterloo-kolom, herdenkingszuil
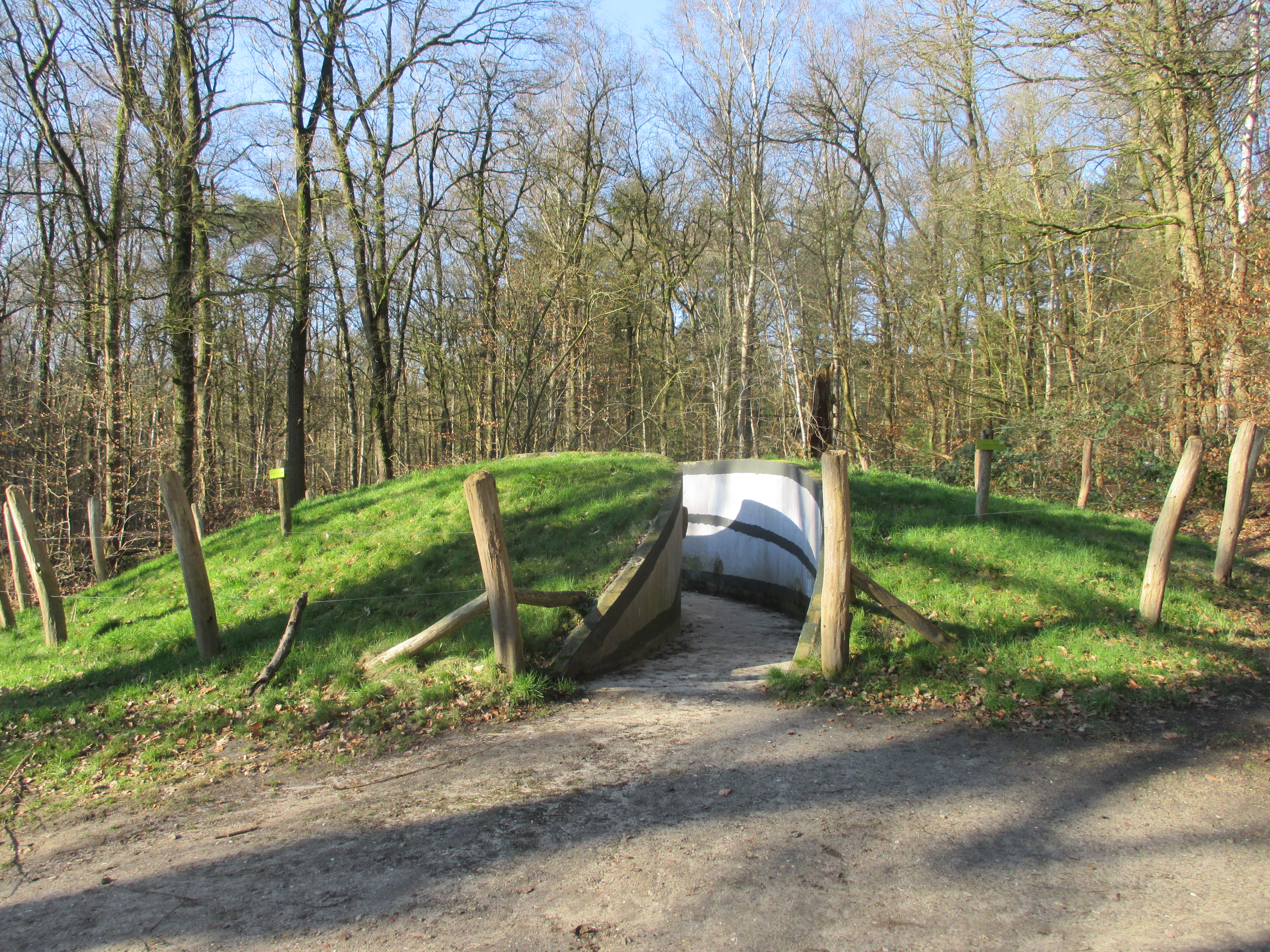
Grafheuvel replica
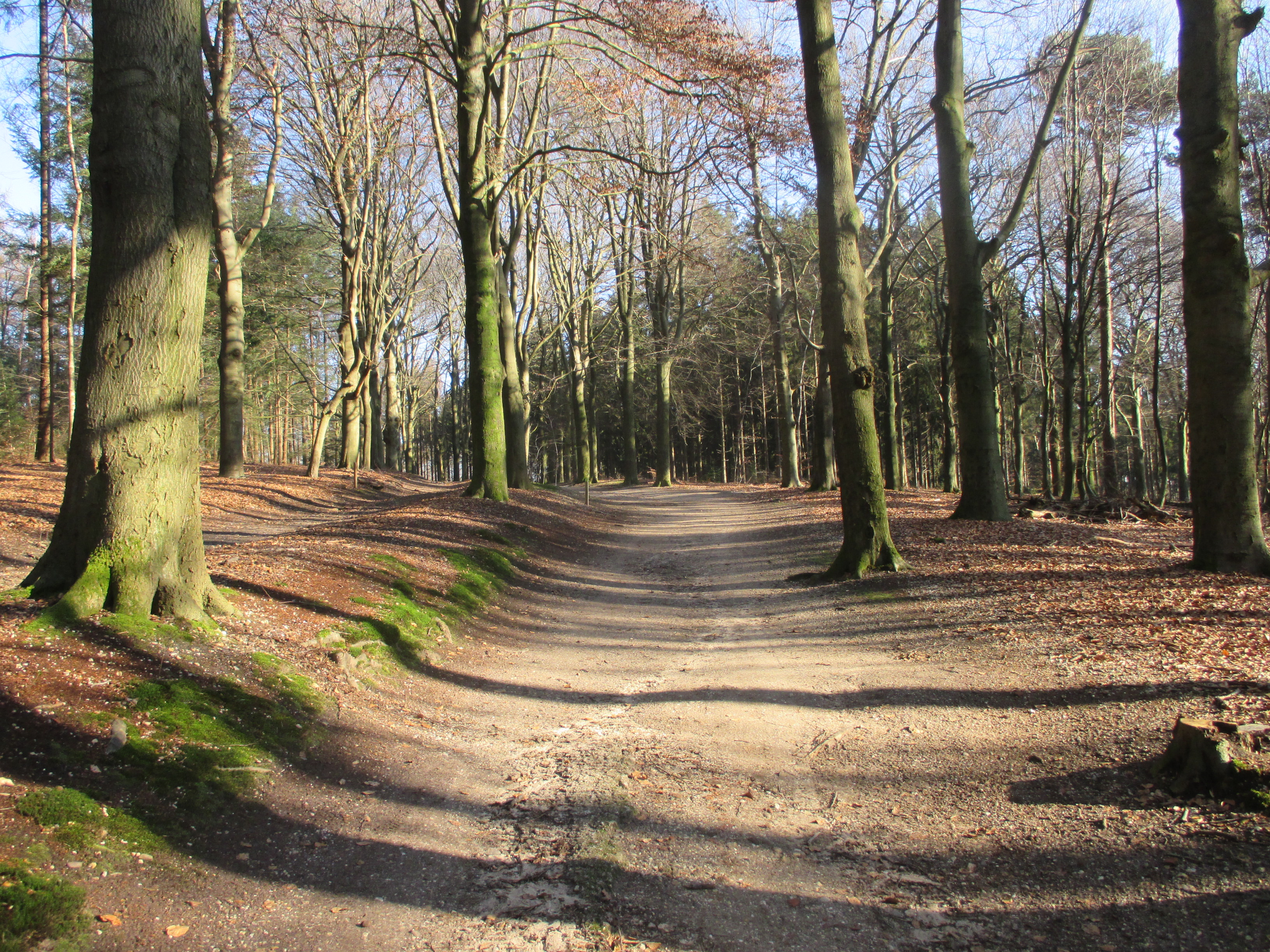
Pad richting top
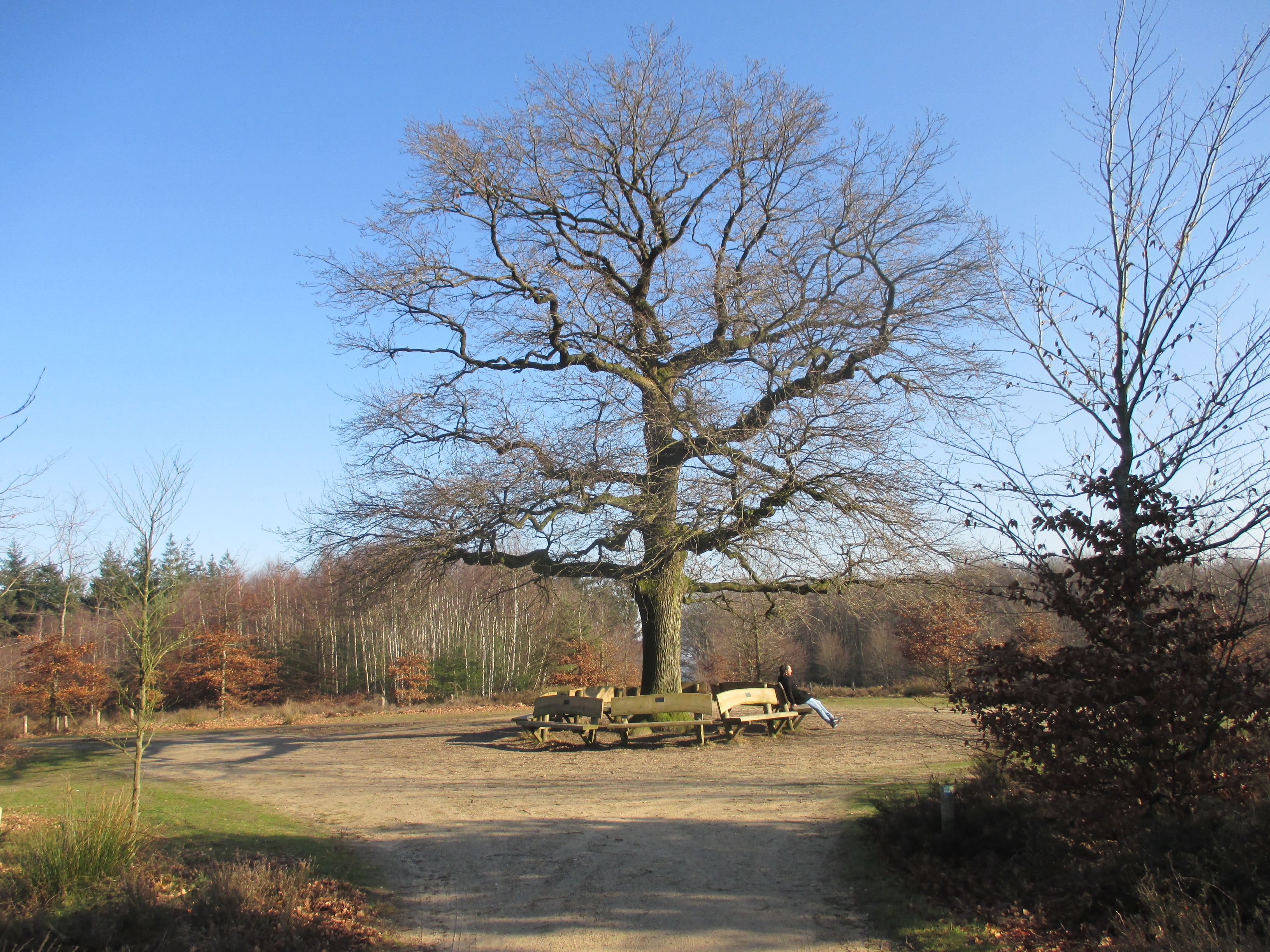
Solitaire eik met bankjes, middelpunt van het sterrenbos
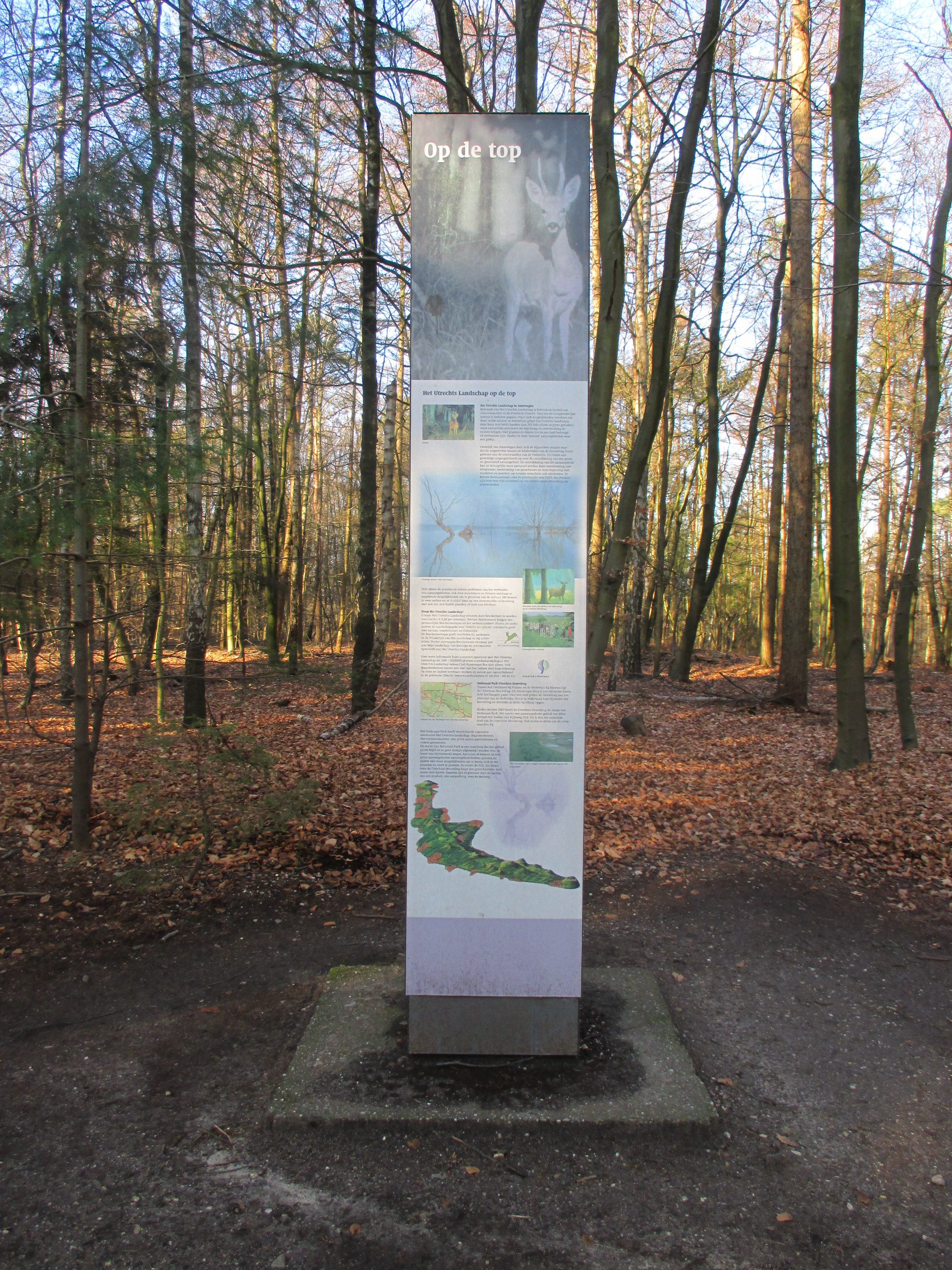
Infozuil op de top (69m boven NAP)
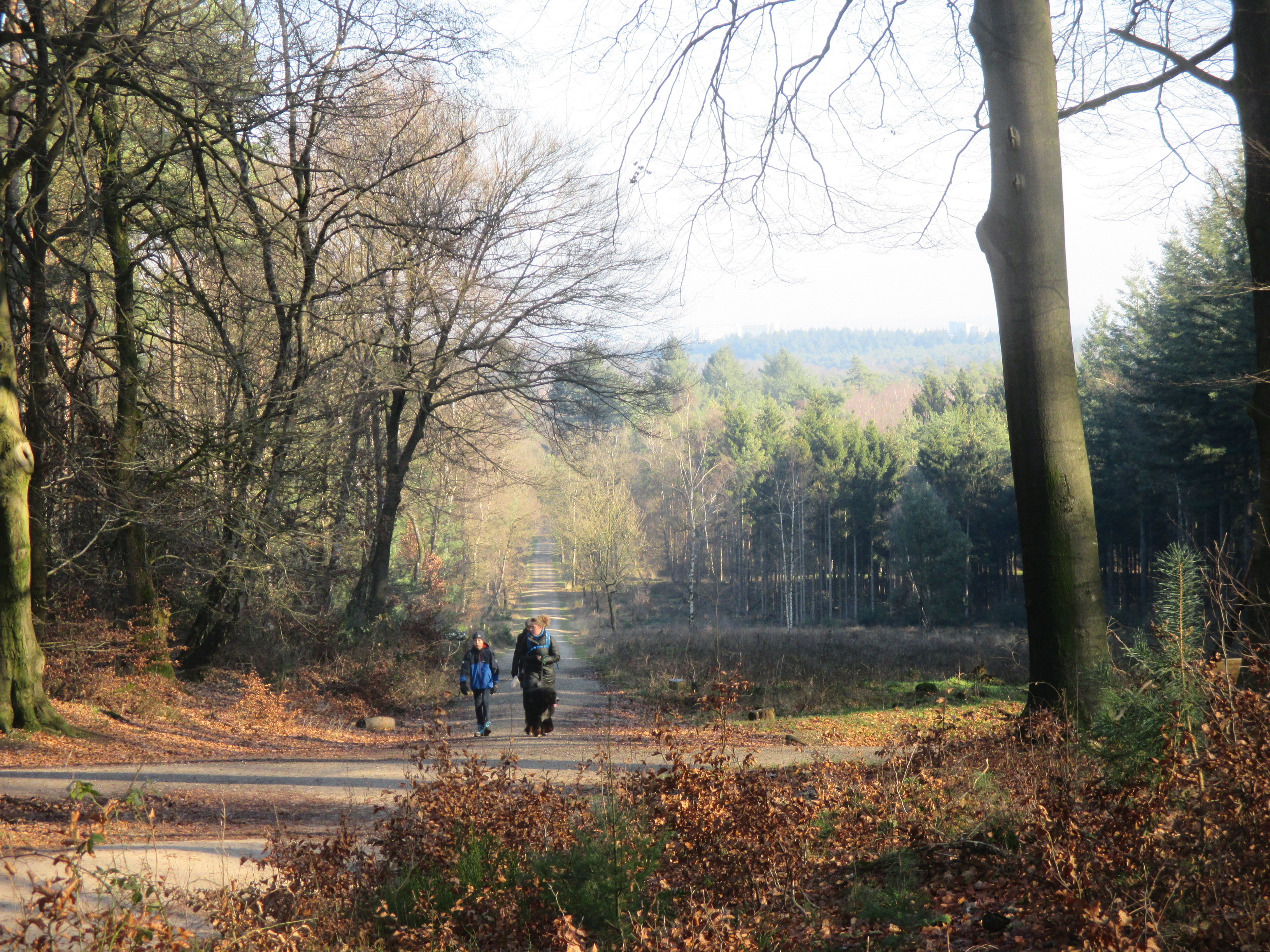
Uitkijkpunt noordhelling
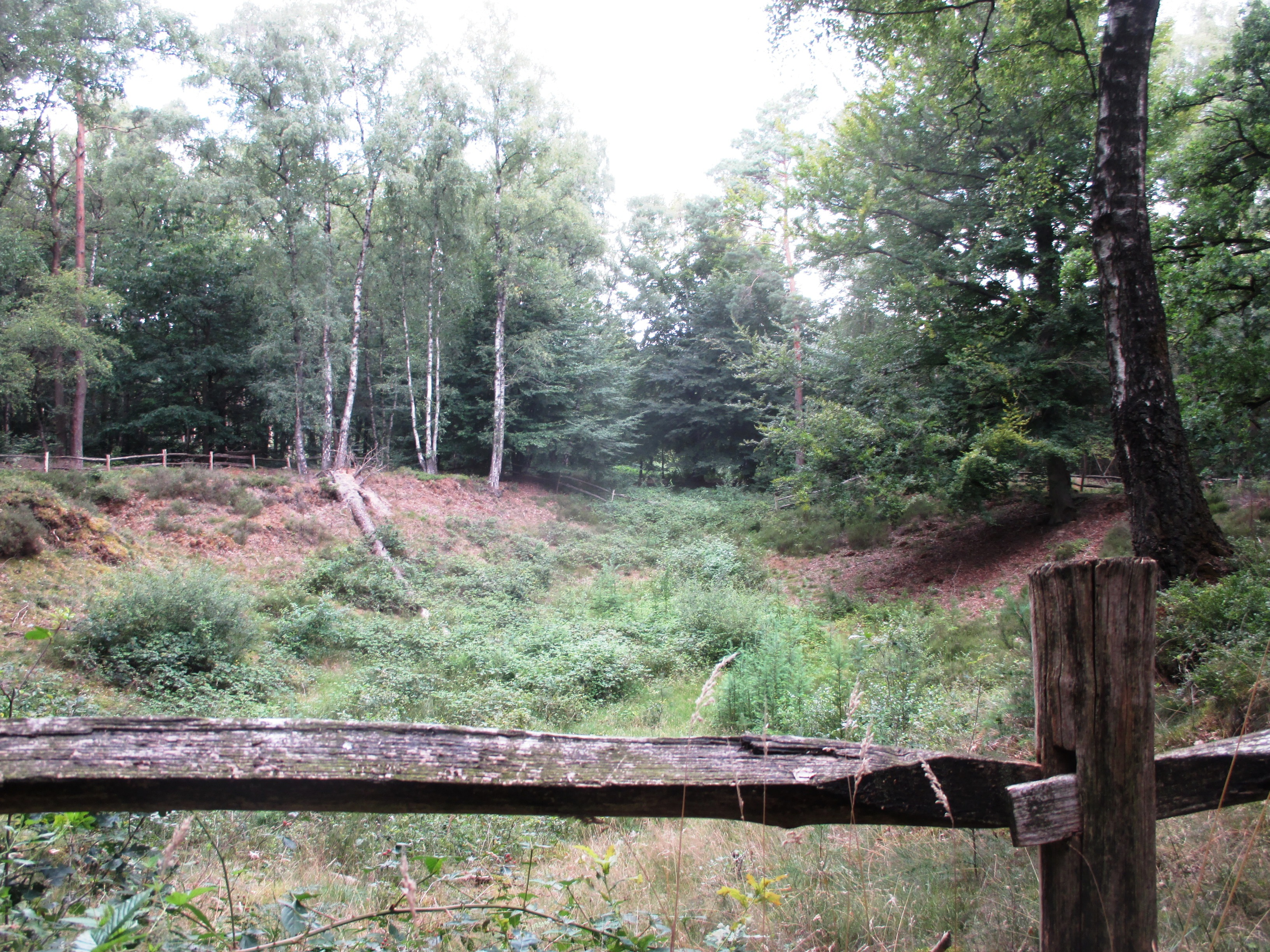
Leemkuil op noordhelling van de Amerongse Berg